# Spoorlijn Lauterbourg-Gare - Lauterbourg-Port-du-Rhin
De Lauterbourg-Gare - Lauterbourg-Port-du-Rhin is een Franse spoorlijn in de Haven van Lauterbourg. De lijn is 1,9 km lang en heeft als lijnnummer 151 000.

## Geschiedenis
De lijn werd 1 november 1884 geopend door de Reichseisenbahnen in Elsaß-Lothringen.

## Treindiensten
De lijn is alleen in gebruik voor goederenvervoer.

## Aansluitingen
In de volgende plaats is er een aansluiting op de volgende spoorlijnen:
Lauterbourg
RFN 145 000, spoorlijn tussen Straatsburg en Lauterbourg
RFN 152 000, spoorlijn tussen Wissembourg en Lauterbourg-Gare
Lauterbourg-Port-du-Rhin
RFN 151 506, havenspoor Lauterbourg-Port-du-Rhin 3
RFN 151 511, havenspoor Lauterbourg-Port-du-Rhin 4